# Hort.
Hort., en taxonomia botànica, és una abreviatura que s'utilitza per indicar que un nom va tenir un ús significatiu en la literatura hortícola (generalment al segle xix i anteriors), però mai no es va publicar correctament.
"Hort.", abreviatura de hortulanorum, va ser proposada per tal que els taxònoms pogueren examinar les plantes cultivades no salvatges conegudes i descrites en cercles d'agricultura o jardineria per determinar si les plantes es poden establir com a espècies i publicar-les. La proposta va ser feta al "Congrés Internacional d'Horticultura de Viena" de 1928 per l'erudit cítric Tyozaburo Tanaka.
Per exemple, per a la clementina, Tanaka va adoptar el següent nom binomial:
Citrus clementina hort. ex Tanaka